# Ken's Labyrinth
Ken's Labyrinth è uno sparatutto in prima persona, realizzato nel 1993 da Ken Silverman. Graficamente simile a Wolfenstein 3D, si tratta di uno dei primi esperimenti di Silverman che più tardi realizzerà il più avanzato motore grafico Build Engine. Suddiviso in tre episodi, il primo pubblicato come shareware e gli altri a pagamento, è stato distribuito come freeware il 16 dicembre 1999; il 1º giugno 2001 è stato reso disponibile il codice sorgente dallo stesso autore.

## Modalità di gioco
Ken's Labyrinth permette una discreta interazione con l'ambiente: è possibile tra le altre cose raccogliere monete, con le quali utilizzare distributori automatici o slot machine.